# Napomyza paratripolii
Napomyza paratripolii este o specie de muște din genul Napomyza, familia Agromyzidae, descrisă de Chen și Wang în anul 2003. Conform Catalogue of Life specia Napomyza paratripolii nu are subspecii cunoscute.